# 淡路島テレビジョン
株式会社淡路島テレビジョン（あわじしまテレビジョン、AWAJISHIMA TELEVISION,Inc.・略称：ATV）は、兵庫県洲本市に本社がある第三セクターのケーブルテレビ局である。マスコットキャラクターは「すもた」。

## 沿革
- 1973年（昭和48年）3月 - 鮎原農業協同組合（現：淡路日の出農業協同組合鮎原支店）が、津名郡五色町鮎原地区（現：洲本市五色町鮎原）で、有線テレビ放送を開始。
- 1994年（平成6年）3月 - 淡路五色ケーブルテレビ（ACT）が開局（旧：五色町全域）し、鮎原地区の有線テレビ放送が閉局になる。
- 1997年（平成9年）4月10日 - 会社設立（洲本市の第三セクター）。
- 1999年（平成11年）4月1日 - 開局（旧：洲本市の由良・上灘地区を除く地域）。これに伴い、洲本地域一部世帯で実施されていた有線放送電話はケーブル電話へ移行し廃止になった。
- 2000年（平成12年）
  - 4月 - 旧洲本市全域に拡大。
  - 6月 - 旧洲本市でインターネット事業（淡路島にぎわいネット）開始。
- 2006年（平成18年）2月 - 洲本市と五色町の合併に伴い、淡路五色ケーブルテレビ制作の番組が終了し地元情報は全て淡路島テレビジョン制作となる。ケーブルテレビ局の統合は洲本地域と五色地域で網構成が異なり（洲本地域→光同軸ハイブリッド伝送（BS-IF帯無し）・五色地域→同軸ケーブル伝送）、同一のCATVサービスが提供出来ない為、現時点での統合は見送りとなった。
- 2007年（平成19年）12月 - 五色地域でFTTH施設工事開始。
- 2008年（平成20年）
  - 4月 - 五色地域で宅内切替工事開始（ATVへの移行工事）。宅内切替工事終了世帯から地上デジタルテレビ放送・BSデジタル放送・東経110度CS放送の再送信（同一周波数パススルー方式）及び自主デジタル放送の送信開始。自主デジタル放送は放送設備の都合上4:3SD（SD×3のマルチ編成、111chすもとチャンネル・112ch行政放送・113ch文字放送）での放送。
  - 5月12日 - 洲本地域で地上デジタルテレビ放送再送信開始（周波数変換パススルー方式）。
  - 10月31日 - この日をもってACT閉局。
- 2009年（平成21年）8月 - 洲本地域でFTTH改修工事開始。宅内切替工事終了世帯からBSデジタル放送・東経110度CS放送の再送信及び自主デジタル放送の送信開始。地上デジタルテレビ放送が同一周波数パススルー方式へ変更、アナログ有料放送の視聴が不可（改修後の有料放送は詳細は後述）となる。
- 2010年（平成22年）4月1日 - 文字放送が16:9SD（アナログ放送はレターボックス）に変更。
- 2011年（平成23年）
  - 3月31日 - アナログ有料放送の再送信終了（第一興商スターカラオケ・日経CNBC再送信終了、他の有料放送はBSデジタル放送または東経110度CS放送の再送信で継続、詳細は後述）。
  - 5月31日 - 洲本地域の改修工事完了。
  - 7月24日 - アナログ放送再送信及び自主アナログ放送送信終了（デジアナ変換は実施しない）。NHK大阪総合の再送信終了。自主放送設備がリニューアルし、すもとチャンネルが16:9SDまたはHD、行政放送が16:9SDに変更（すもとチャンネルが16:9SDの時はSD×3のマルチ編成、同HDの時はHD+SD（113ch文字放送）のマルチ編成となり行政放送は放送無し）。アナログで配信していたお天気チャンネル（ダブリュエックス二十四）が一旦終了。
- 2012年（平成24年）6月1日 - お天気チャンネル（ダブリュエックス二十四）がデジタルで配信開始（配信再開・16:9SD）。
- 2018年（平成30年）12月17日 - インターネット事業をZAQに変更。
- 2021年（令和3年）7月1日 - 文字放送が113chから112chに、行政放送が112chから122chに変更。これにより、自主放送は2チャンネルともHD+HDのマルチ編成となる[1][2]。
- 2024年（令和6年）4月1日 - CATV電話サービス廃止

## サービスエリア
- 兵庫県洲本市
  - 1999年4月 - 2000年3月：由良・上灘を除く洲本地域
  - 2000年4月 - 2008年3月：洲本地域全域
  - 2008年4月 - 同年10月：洲本地域全域及び五色地域宅内切替工事終了世帯
  - 2008年11月 - 現在：市内全域

## 放送チャンネル
地上波・衛星波共に同一周波数パススルー方式。

### 地上波テレビ局
| チャンネル | 放送局                        | 放送局           |
| ---------- | ----------------------------- | ---------------- |
| TV011      | NHK神戸総合                   | NHK神戸総合      |
| TV021      | NHK大阪教育                   | NHK大阪教育      |
| TV031      | サンテレビ                    | サンテレビ       |
| TV041      | 毎日放送                      | 毎日放送         |
| TV061      | 朝日放送テレビ                | 朝日放送テレビ   |
| TV071      | テレビ大阪                    | テレビ大阪       |
| TV081      | 関西テレビ                    | 関西テレビ       |
| TV101      | 読売テレビ                    | 読売テレビ       |
| TV111      | CATV自主放送1 HD+HDマルチ編成 | すもとチャンネル |
| TV112      | CATV自主放送1 HD+HDマルチ編成 | 文字放送         |
| TV121      | CATV自主放送2 HD+HDマルチ編成 | お天気チャンネル |
| TV122      | CATV自主放送2 HD+HDマルチ編成 | 行政放送         |

### 衛星波
BSデジタル放送・東経110度CS放送をCS4K放送以外の全局を再送信している。有料放送は直接受信と同様、WOWOW・スカパー!と直接契約する。NHKはBSが視聴出来る場合、必然的に衛星契約となる。

#### FTTH改修工事前に再送信していた衛星波
洲本地域のみ。五色地域は淡路五色ケーブルテレビを参照。
| 改修前 アナログch | 放送局                                   | FTTH改修工事後の対応                                                             | FTTH改修工事後の対応                                                                 |
| 改修前 アナログch | 放送局                                   | アナログ （chは改修前と同じ）                                                    | デジタル                                                                             |
| ----------------- | ---------------------------------------- | -------------------------------------------------------------------------------- | ------------------------------------------------------------------------------------ |
| C21               | グリーンチャンネル                       | 2011年7月24日まで無料放送のみ再送信                                              | 2011年10月1日よりBSデジタル放送を再送信                                              |
| C23               | NHK衛星第1テレビジョン →NHK BS1          | 2011年7月24日まで再送信                                                          | BSデジタル放送を再送信                                                               |
| C29               | NHK衛星第2テレビジョン →NHK BSプレミアム | 2011年7月24日まで再送信                                                          | BSデジタル放送を再送信                                                               |
| C30               | WOWOW                                    | 2011年7月24日まで無料放送のみ再送信                                              | BSデジタル放送を再送信                                                               |
| C31               | 放送大学テレビ                           | 2011年7月24日まで再送信 （2011年度第1学期授業は同月21日深夜に終了済み）          | 2011年度第2学期授業開始の2011年10月1日よりBSデジタル放送を再送信                     |
| C34               | 衛星劇場                                 | 視聴不可 （改修前世帯のC34-C44の各チャンネルは 2011年3月31日をもって再送信終了） | 東経110度CS放送を再送信 （改修前と異なり成人向け番組は視聴出来なくなる）             |
| C35               | 第一興商スターカラオケ                   | 視聴不可 （改修前世帯のC34-C44の各チャンネルは 2011年3月31日をもって再送信終了） | BSデジタル放送・東経110度CS放送で放送していない為 再送信無し、後にチャンネル自体終了 |
| C36               | GAORA                                    | 視聴不可 （改修前世帯のC34-C44の各チャンネルは 2011年3月31日をもって再送信終了） | 東経110度CS放送を再送信                                                              |
| C37               | 朝日ニュースター                         | 視聴不可 （改修前世帯のC34-C44の各チャンネルは 2011年3月31日をもって再送信終了） | 東経110度CS放送を再送信 （後にテレ朝チャンネル2に変更）                              |
| C38               | 日経CNBC                                 | 視聴不可 （改修前世帯のC34-C44の各チャンネルは 2011年3月31日をもって再送信終了） | BSデジタル放送・東経110度CS放送で放送していない為 再送信無し                         |
| C39               | ショップチャンネル                       | 視聴不可 （改修前世帯のC34-C44の各チャンネルは 2011年3月31日をもって再送信終了） | 東経110度CS放送を再送信、 後にBSデジタル放送で4Kを再送信                             |
| C40               | スカイ・エー                             | 視聴不可 （改修前世帯のC34-C44の各チャンネルは 2011年3月31日をもって再送信終了） | 東経110度CS放送を再送信                                                              |
| C41               | カートゥーン ネットワーク                | 視聴不可 （改修前世帯のC34-C44の各チャンネルは 2011年3月31日をもって再送信終了） | 東経110度CS放送を再送信                                                              |
| C42               | ディスカバリーチャンネル                 | 視聴不可 （改修前世帯のC34-C44の各チャンネルは 2011年3月31日をもって再送信終了） | 東経110度CS放送を再送信                                                              |
| C43               | スペースシャワーTV                       | 視聴不可 （改修前世帯のC34-C44の各チャンネルは 2011年3月31日をもって再送信終了） | 東経110度CS放送を再送信                                                              |
| C44               | ホームドラマチャンネル                   | 視聴不可 （改修前世帯のC34-C44の各チャンネルは 2011年3月31日をもって再送信終了） | 東経110度CS放送を再送信                                                              |

### ラジオ局
| MHz  | 放送局         |
| ---- | -------------- |
| 76.5 | FM COCOLO      |
| 80.2 | FM802          |
| 85.1 | エフエム大阪   |
| 88.1 | NHK大阪FM      |
| 89.9 | Kiss FM KOBE   |
| 90.6 | MBSラジオ      |
| 91.9 | ラジオ大阪     |
| 93.3 | 朝日放送ラジオ |

地元のラジオ関西は再送信していない。

### 例規
- 洲本市CATV施設の設置及び管理に関する条例
- 洲本市CATV施設のテレビ等施設の管理に関する規則
- 洲本市CATV施設テレビ宅内工事費の助成に関する規則
- 洲本市CATV施設のテレビ加入者に係る分担金及び使用料の減免に関する規則
- 洲本市CATV施設のインターネット施設の管理に関する規則
- 洲本市CATV放送番組審議会規則
- 洲本市CATV放送番組基準